# Asaemia
Asaemia é um género botânico pertencente à família Asteraceae.
O género foi descrito por George Bentham e publicado em Genera Plantarum 2: 433. 1873.
No sistema de classificação filogenética Angiosperm Phylogeny Website este género e listado como sinónimo de Athanasia L.

## Espécies
Segundo o The Plant List, este género não tem nomes aceites, contendo 5 nomes que são indicados como sinónimos:
- Asaemia axillaris (Thunb.) Harv. ex Hoffm.
- Asaemia inermis
- Asaemia minuta (L.f.) K.Bremer
- Asaemia minuta subsp. inermis (E.Phillips) K.Bremer
- Asaemia minuta subsp. minuta (L.f.) K.Bremer